# The Double – Eiskaltes Duell
The Double – Eiskaltes Duell (Originaltitel: The Double) ist ein US-amerikanischer Agententhriller des Regisseurs Michael Brandt aus dem Jahr 2011.

## Handlung
Zur Zeit des Kalten Krieges jagte der CIA-Agent Paul Shepherdson eine Gruppe von professionellen Killern im Dienste des KGB, die Cassius Seven sowie deren Kopf Cassius. Rund 20 Jahre nach dem Zusammenbruch des Kommunismus hat FBI-Agent Ben Geary seine Dissertation über Cassius geschrieben, der nie gefasst werden konnte, und kennt jede Akte über ihn. Senator Dennis Darden steht unter Überwachung durch das FBI wegen ominöser Kontakte nach Russland. Die Agenten wollen ihre Schicht schon beenden, da wird der Senator ermordet, und zwar auf eine Art und Weise, wie sie typisch für Cassius ist: Ihm wird die Kehle durchgeschnitten. Der Fall wird von der CIA übernommen. Deren Direktor ist Tom Highland und von dem will der US-Präsident Ergebnisse sehen.
Für die Ermittlungen wird der pensionierte Paul Shepherdson reaktiviert, der allein lebt und sich gerne einmal in der Nachbarschaft ein Baseball-Spiel ansieht. Dieser ist von dem Ansinnen alles andere als begeistert. Direktor Highland stellt ihm den bürokratischen Geary zur Seite, der zwar noch nie im Feld gearbeitet hat, aber jetzt am Ziel seiner Träume ist, weil er sich tatsächlich auf die Jagd nach Cassius machen darf. Die einzige Spur ist Brutus, ein Mitglied der Cassius Seven, der sich in einem Gefängnis in Isolationshaft befindet. Shepherdson und Geary besuchen ihn im Gefängnis. Geary versucht zunächst vergeblich, Informationen von ihm zu bekommen. Er sagt erst etwas, als er ein von Shepherdson mitgebrachtes Radio erhält. Er beschreibt die unmenschliche Ausbildung unter Cassius’ Kommando und liefert einen Hinweis auf russische Exilanten, die in den USA leben.
Nachdem die Agenten die Zelle verlassen haben, verschluckt Brutus die Batterien aus dem Radio, was so heftige Krämpfe verursacht, dass er in ein Krankenhaus gebracht wird. Dort gelingt ihm die Flucht, die jedoch von Shepherdson abrupt beendet wird, der bereits am Hintereingang auf ihn wartet. Dieser gibt sich jetzt als Cassius zu erkennen und bringt Brutus um, indem er ihm mit einem Stahldraht, der in seiner Uhr versteckt ist, die Kehle durchschneidet. Geary sucht unterdessen weiterhin in den Akten nach einem Hinweis auf die Identität von Cassius.
Shepherdson verbringt einen Abend mit Geary, dessen Frau Natalie und ihren gemeinsamen Kindern. Später versucht er Natalie zu beeinflussen, Geary dazu zu überreden, von der Jagd auf Cassius abzulassen. Er möchte den jungen Agenten nicht umbringen müssen, der ihm im Laufe seiner fortwährenden Ermittlungen gefährlich nahe kommt.
Anschließend wird der Verdacht auf eine Gruppe von Russen gelenkt, die illegal über die mexikanische Grenze eingereist sind und deren Anführer Bozlovski ist. Bozlovski ist ein russischer Agent, der für Attentate ins Ausland eingeschleust wurde und wird. In den 1980er-Jahren ermordete er bereits für den KGB Mitglieder der polnischen Gewerkschaft Solidarność. Die Familie von Geary erinnert Shepherdson wohl zu sehr an seine eigene, die 1988 bei Genf von Bozlovski ermordet wurde.
Die auf Bozlovski gelenkte Spur versetzt Shepherdson einen Motivationsschub und er ist versessen darauf, Bozlovski zu verfolgen. Über einen Informanten erfährt er von der Prostituierten Amber, die in einer Wohnwagensiedlung lebt und Kontakt zu Bozlovski haben soll. Auf sehr brutale Art versucht Shepherdson von ihr Informationen zu bekommen, was aber misslingt. Geary hat dagegen mehr Erfolg, indem er eine Beziehung zu ihr aufbaut. Sie können Bozlovski in seinem Versteck aufspüren, doch dieser entkommt.
Schließlich gelingt es Shepherdson, seinen Widersacher Bozlovski im Hafen zu stellen, wo es zu einer Autoverfolgungsjagd zwischen den beiden kommt. Keinem von beiden gelingt es, den anderen zu töten, bis Geary Sheperdson Schützenhilfe leistet. Da stellt sich heraus, dass Geary ein russischer Schläfer ist, der den Auftrag hat, Bozlovski zu unterstützen und letztlich Cassius zu töten. Anschließend soll er nach Russland zurückkehren – ohne seine Familie. Doch Shepherdson gelingt es, Geary davon zu überzeugen, dass seine Familie mehr wert ist als alles, was ihn in Russland erwarten könnte. Und so überwältigen sie zusammen Bozlovski; doch Shepherdson erliegt am Ende seinen Verletzungen, die er sich im Kampf zugezogen hat. Geary belügt die Behörden und macht ihnen weis, dass letztendlich der tote Bozlovski Cassius war.
Geary macht sich auf den Heimweg. Vor seinem Haus zögert er merklich, als er sich zwischen seiner Familie und der Rückkehr nach Russland entscheiden soll, bleibt aber schließlich bei seiner Familie in den USA.

## Hintergrund
Der Film wurde in Washington, D.C., im kalifornischen Santa Clarita sowie in Detroit (Michigan) gedreht. Die Dreharbeiten begannen am 21. Juni 2010. Es handelt sich bei dem Film um die erste Regiearbeit von Michael Brandt, der zuvor schon mit Derek Haas das Drehbuch zu 2 Fast 2 Furious (2003), Todeszug nach Yuma (2007) und Wanted (2008) geschrieben hatte.
Der Film feierte am 28. Oktober 2011 seine Premiere in den Vereinigten Staaten sowie der Türkei. Am 3. Februar 2012 wurde der Film in Deutschland von Concorde Video auf DVD mit einer FSK-16-Freigabe veröffentlicht. Die deutsche Free-TV-Premiere erfolgte am 14. Oktober 2013 im ZDF.
Der Film spielte weltweit 3.696.232 US-Dollar ein.
Die Decknamen Cassius und Brutus sollen an Gaius Cassius Longinus und Marcus Iunius Brutus – die Mörder Caesars – erinnern.
Eine nächtliche Panorama-Aufnahme, die einen Helikopter über Washington, D.C. zeigt, wurde dem Film Der Anschlag (2002) entnommen.

## Deutsche Synchronfassung
Die deutsche Synchronbearbeitung entstand bei EuroSync in Berlin. Die Synchronregie führte Stefan Rabow.
| Darsteller      | Deutscher Sprecher     | Rolle                       |
| --------------- | ---------------------- | --------------------------- |
| Richard Gere    | Frank Glaubrecht       | Paul Shepherdson            |
| Topher Grace    | Timmo Niesner          | Ben Geary                   |
| Martin Sheen    | Reinhard Kuhnert       | Tom Highland                |
| Jeffrey Pierce  | Dennis Schmidt-Foß     | Agent Weaver                |
| Stana Katić     | Victoria Sturm         | Amber                       |
| Tamer Hassan    | Gerald Paradies        | Bozlovski                   |
| Stephen Moyer   | Peter Flechtner        | Brutus                      |
| Maxfield Lund   | Matthias Klages        | Doktor                      |
| Mike Kraft      | Torsten Münchow        | FBI-Direktor Roger Bell     |
| Randy Flagler   | Frank Röth             | Martin Miller               |
| Devin Scillian  | Oliver Siebeck         | Moderator von „Flash Point“ |
| Nicole Forester | Irina von Bentheim     | Molly                       |
| Odette Annable  | Sarah Riedel           | Natalie Geary               |
| Chris Marquette | Kim Hasper             | Oliver                      |
| Ed Kelly        | Hans-Jürgen Dittberner | Senator Dennis Darden       |
| Hugh Maguire    | Roland Hemmo           | Senator Morris Friedman     |

## Soundtrack
Zur Musik des Films zählen die folgenden Titel:
- Violin Solo – Joey Carbone
- Two Step Polka – Jonas Vytas Aras
- Fighting Evil – Douglas D. Gledhil, Frank Josephs
- How The West Was Won – Katie Herzig
- Songbird – Katie Herzig
- Don’t Look Back – Alex Lifeson

## Rezeption
Der Film erhielt überwiegend negative Kritiken.

„Konventionell-belangloser Buddy-Thriller, der sich vergeblich um die Atmosphäre des Kalten Kriegs bemüht.“

„Fazit: The Double bietet eine sehr unterhaltsame und spannende erste halbe Stunde, wird dann aufgelöst und müht sich dann damit ab, den Film anständig zu Ende zu bringen. Das klappt ordentlich, hätte aber durchaus spannender und interessanter sein können. Aber eben, man musste ja den Twist schon viel zu früh bringen …“

„Hollywoodveteran Richard Gere und ,Die wilden Siebziger‘-Star Topher Grace sind das Buddy-Duo wider Willen in diesem ambitioniert gewirkten, doch nicht in jeder überraschenden Wendung glaubwürdigen Spionagethriller um einen Agentenkrieg im besten Stile des überwunden geglaubten Kalten Krieges. Gere fällt dabei nicht allein die Rolle des genervten Veteranen zu, sondern er könnte auch der Bösewicht sein, und aus dieser Unsicherheit bezieht der Film eine Menge Spannung. Actiongeladene Mörderjagd mit Starpower.“

## Auszeichnungen
Bei den Saturn Awards 2012 wurde der Film in der Kategorie Beste DVD-Veröffentlichung nominiert, musste sich jedoch der Atlas Trilogie – Wer ist John Galt? (2011) sowie The Perfect Host (2010) geschlagen geben.